# Serengeti

Karte Tansanias mit den Nationalparks

Die Serengeti ist eine Savanne, die sich vom Norden Tansanias, östlich des Victoriasees, bis in den Süden Kenias erstreckt und eine Fläche von etwa 30.000 Quadratkilometern bedeckt.
Das Wort Serengeti ist abgeleitet aus der Massai-Sprache vom Begriff „esirinket“ und bedeutet „das endlose Land“ oder „endlose Ebene“. Ausgedehnte, flache Grassteppen im Süden stehen leicht hügeligen, geringfügig bewaldeten Ebenen im Norden gegenüber. Die zentrale Savanne ist fast baumlos, im Südosten erhebt sich das vom Vulkanismus geprägte Ngorongoro-Schutzgebiet (Weltnaturerbe seit 1979). Die höchsten Berge liegen etwa 1850 Meter über dem Meeresspiegel, niedrigere Teile der Savanne reichen bis auf etwa 920 Meter herab. Der Jahresniederschlag variiert zwischen 300 und 1000 mm.
Das Gebiet der Serengeti umschließt den Serengeti-Nationalpark, welcher mit seinen 14.763 Quadratkilometern (entspricht etwa einem Drittel der Fläche der Schweiz) zu den größten und bekanntesten Nationalparks der Welt gehört und seit 1981 Teil des Weltnaturerbes der UNESCO sowie des 23.051 km² großen Biosphärenreservats ist. Südwestlich des Nationalparks befindet sich das auf 1000 bis 1500 Metern über dem Meeresspiegel liegende, 2200 km² große Mazwa-Wildschutzgebiet, nördlich des Korridors das Grumeti-Schutzgebiet mit etwa 2000 bis 3000 km². Außerdem grenzt das 3000 km² große Ikorongo-Schutzgebiet an die Serengeti. Zwischen dem Ngorongoro-Schutzgebiet und der Staatsgrenze liegt das Loliondo-Schutzgebiet; das nördliche Ende des Serengeti-Ökosystems befindet sich im Massai-Mara-Reservat.

## Geschichte
Mit der Kolonialisierung begannen Großwildjäger, Tiere in großer Zahl abzuschießen und die Bestände damit empfindlich zu dezimieren.

Landschaft der Serengeti zur deutschen Kolonialzeit, vor 1910

Dieses willkürliche Töten von Wildtieren machte schließlich das Einrichten von Naturreservaten notwendig, um den Lebensraum Savanne und die dort beheimatete Tierwelt zu schützen. Im 19. Jahrhundert war das Gebiet noch Weideland der nomadisch lebenden Massai gewesen. Die Massai, die selbst keine Schuld an der Naturzerstörung trugen, wurden durch die Naturreservate stark in ihrer Freiheit in der eigenen Heimat eingeschränkt.
Die Serengeti wurde bereits 1929 teilweise zum Wildreservat (Serengeti Game Reserve) erklärt, um die Löwen zu schützen, die zuvor als Schädlinge angesehen wurden. 1940 wurde es zum Schutzgebiet (Protected Area) erklärt. Im Jahr 1951 gründete die britische Mandatsverwaltung von Tanganyika den Nationalpark Serengeti, der damals auch den Ngorongoro-Krater einschloss.
Im Jahr 1959 wurden die Regenzeitweiden der Gnus im Südosten der Serengeti am Ngorongoro-Krater vom Nationalpark abgetrennt und lediglich zum Wildschutzgebiet (Conservation Area) erklärt, in dem auch Massai-Hirten ihr Vieh weiden dürfen. Aus diesem Anlass entstand im selben Jahr der preisgekrönte Film Serengeti darf nicht sterben von Bernhard und Michael Grzimek.

## Flora

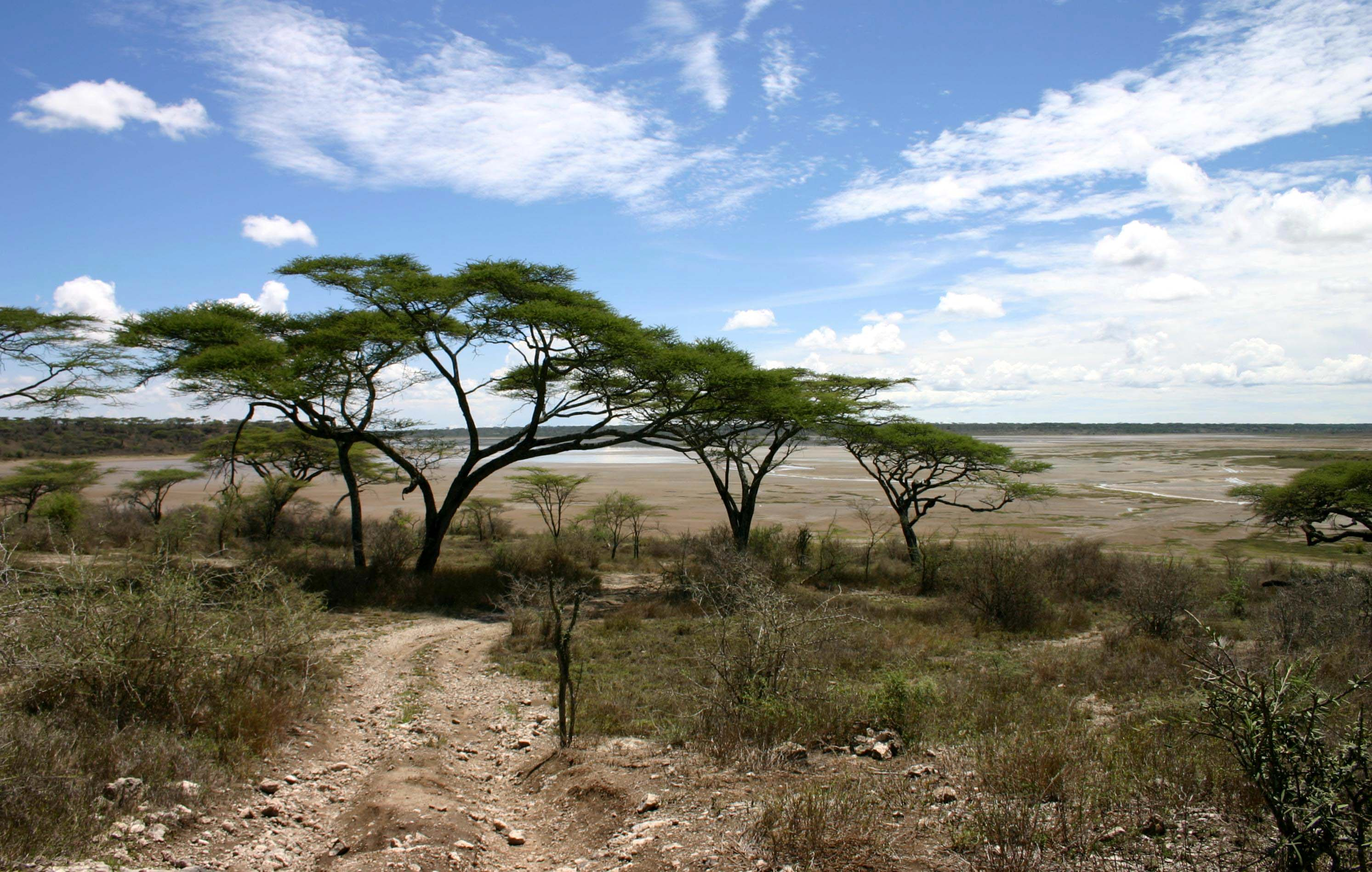
Schirmakazien

Die Serengeti ist eines von Afrikas komplexesten und am wenigsten gestörten Ökosystemen, das sich zwischen staubiger Sommertrockenheit bis zu grünem Winter und üppigem Frühling bewegt. Im Mittelpunkt steht die Savanne mit verstreuten Akazien. Zum Süden hin liegen weite offene Kurzgrasebenen, zum Norden hin von Dorngehölz bedecktes Langgrasland, entlang der Flüsse Galeriewald und im hügeligen westlichen Korridor umfangreiche Wälder und schwarze Lehmpfannen.
Auf den welligen offenen Ebenen bildet kurzes Grasland die Hauptvegetation. Die Ebenen werden meist während strenger Dürre zur Wüste und sind anfällig für Lauffeuer, welche das kurze Gras tolerieren kann. Dies ist während der Regenzeit der Hauptlebensraum der wandernden Huftiere. Dominante Arten sind Digitaria macroblephara, Sporobolus marginatus und Sporobolus kentrophyllus – Indikatoren für überweidete und salzhaltige Böden. Der invasive und giftige Mexikanische Stachelmohn (Argemone mexicana) kann sich von Ngorongoro aus ausbreiten. In feuchten Gebieten kommen Riedgräser wie Kyllinga nervosa vor. Es gibt umfangreiche Akazienwaldland-Savannen im Zentrum, die sich östlich von Ikoma ausdehnen, und einige Galeriewälder entlang der Flüsse. Tieflandwaldungen beinhalten Commiphora africana, Acacia drepanolobium, Acacia gerrardii und Wüstendattel (Balanites aegyptiaca). Hochlandwaldungen bestehen aus Acacia lahai und Seyal-Akazie (Acacia seyal).

## Fauna

### Säugetiere

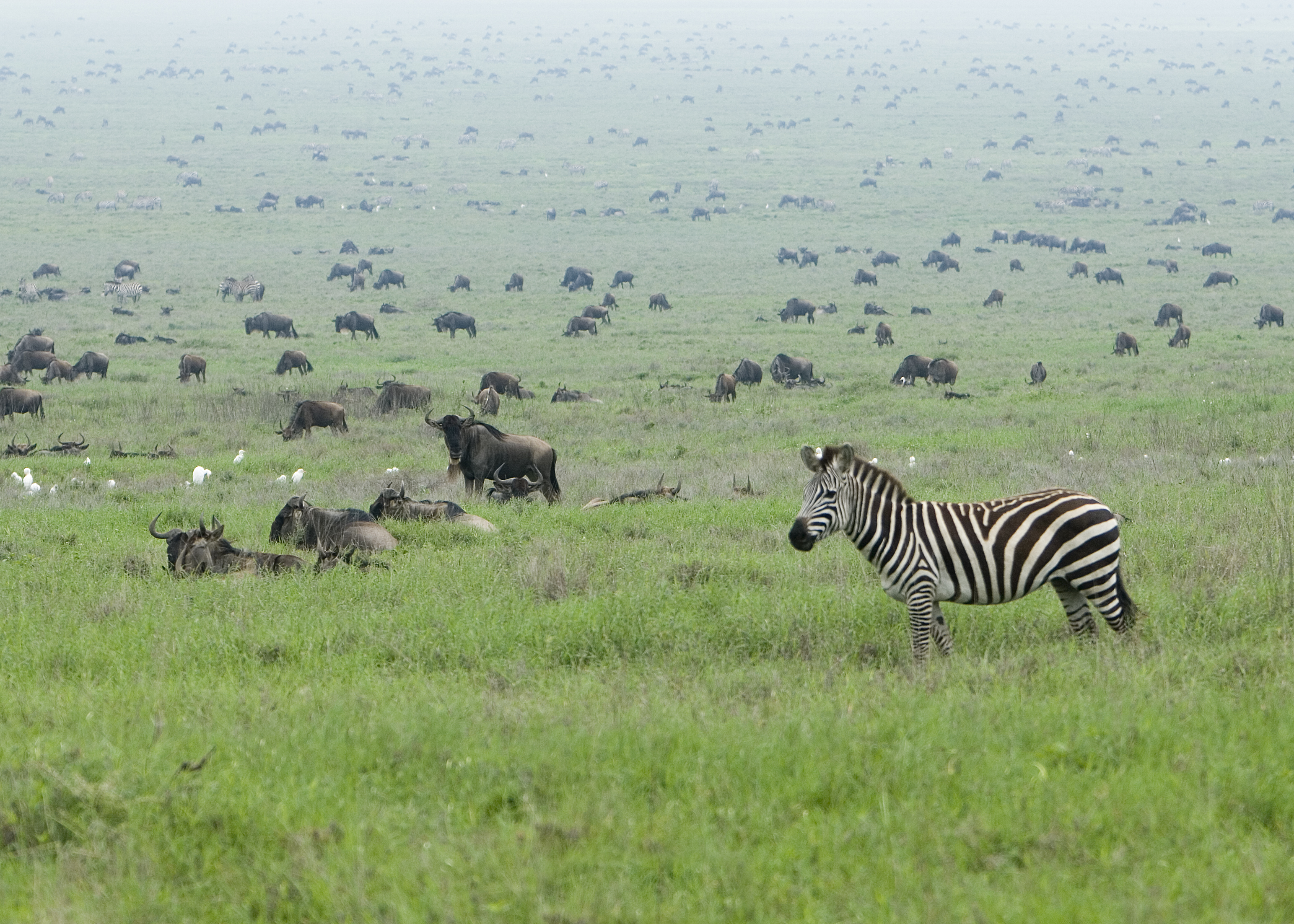
Die Serengeti beherbergt riesige Tierherden, die ausgedehnte, saisonale Wanderungen unternehmen.

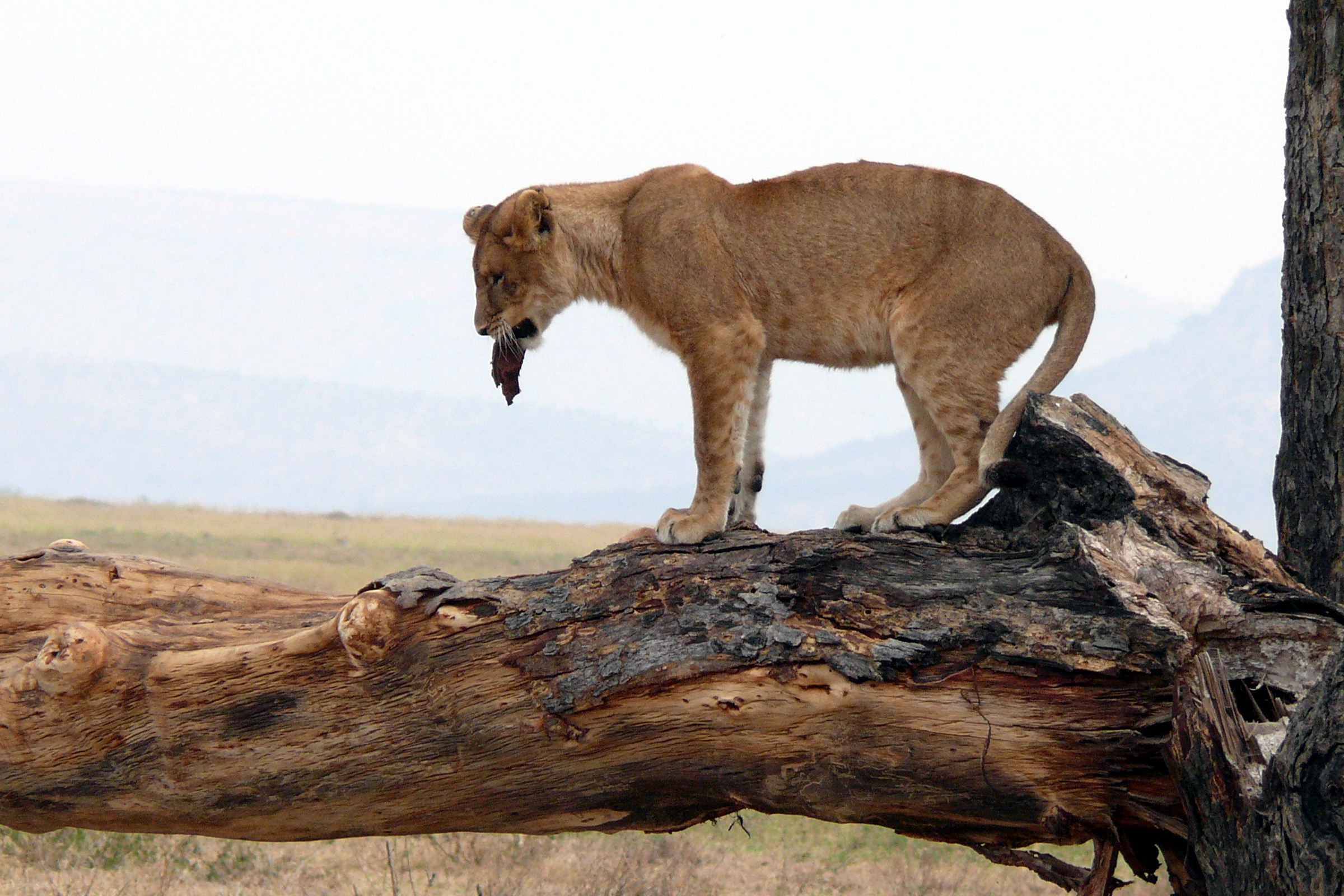
Junglöwe im Serengeti-Nationalpark

Es leben dort mehr als 1,6 Millionen Pflanzenfresser und Tausende von Raubtieren. Häufige Tiere in dieser Region sind Serengeti-Weißbartgnus (Connochaetes (taurinus) mearnsi) (Bestand ca. 1,5 Millionen), Thomson- (Eudorcas thomsoni) und Grant-Gazellen (Nanger granti), Steppenzebras (Equus quagga) und Afrikanische Büffel (Syncerus caffer).
Insbesondere die Gnus, Zebras, Thomson-Gazellen sowie Elenantilopen (Taurotragus oryx) und Leierantilopen (Damaliscus lunatus) sind für ihre ausgedehnten Wanderungen bekannt, die sie in Abhängigkeit von der Trocken- und Regenzeit unternehmen. Sie durchwandern seit dem Pleistozän im Laufe eines Jahres die komplette Serengeti von Norden nach Süden ins angrenzende Masai Mara und zurück. Die Herden wandern zwischen saisonalen Wasserquellen und dem Grasland, beginnend im Mai und Juni von den zentralen Ebenen zum westlichen Korridor und dann nordwärts, mehr zerstreut zwischen Juli und November.
Je nach Beuteschema begleiten Raubtiere die Herden. Hierzu zählen insbesondere Löwen (Panthera leo) (gesamte Serengeti bis zu 3000 Tiere), Tüpfelhyänen (Crocuta crocuta), Streifenhyänen (Hyaena hyaena), Afrikanische Goldwölfe (Canis lupaster), Streifenschakale (C. adustus) und Schabrackenschakale (C. mesomelas). Die letzten Rudel der Afrikanischen Wildhunde (Lycaon pictus) verschwanden 1991. Einer Tollwutepidemie fielen drei Rudel zum Opfer, aber es gibt keine eindeutige Erklärung für das komplette Verschwinden.
Es gibt große Antilopenherden mit einer Vielzahl an Arten.
Im Grasland sind Elenantilope, Kleiner Kudu (Tragelaphus imberbis), Pferdeantilope (Hippotragus equinus), Bleichböckchen (Ourebia ourebi), Grant-Gazellen, Kuhantilope (Alcelaphus buselaphus), Steinböckchen (Raphicerus campestris), Leierantilope und Büschelohr-Oryx (Oryx callotis) auch der Afrikanische Büffel vorkommend.
In den Waldungen sind Warzenschwein (Phacochoerus africanus), Buschbock (Tragelaphus scriptus), Sitatunga (Tragelaphus spekii), Kronenducker (Sylvicapra grimmia), Impala (Aepyceros melampus) und Kirk-Dikdik (Madoqua kirkii) zu finden.
In den Sümpfen kommen Riedbock (Redunca redunca) und Wasserbock (Kobus ellipsiprymnus) vor. Inmitten von Ascheplateaus mit einzelnen Granitfelsen sind Klippspringer (Oreotragus oreotragus) genauso wie Giraffen (Giraffa camelopardalis) und Anubispaviane (Papio anubis) und in den Bergen Bergriedböcke (Redunca fulvorufula) anzutreffen.
Andere charakteristische größere Säugetiere sind der Leopard (Panthera pardus), der Gepard (Acinonyx jubatus) (VU), der Karakal (Caracal caracal), der Afrikanische Elefant (Loxodonta africana) (VU), geschätzte Anzahl 1357 im Jahr 1994 – im Serengeti-Nationalpark allein hatte sich dessen Bestand von 470 Exemplaren im Jahr 1961 über 2470 im Jahr 1970 und 3008 im Jahr 1977 zu 395 Individuen im Jahr 1987 und 299 im Jahr 1989 entwickelt –, das Spitzmaulnashorn (Diceros bicornis) (vom Aussterben bedroht und nur noch sehr wenige) und das Flusspferd (Hippopotamus amphibius) (VU).

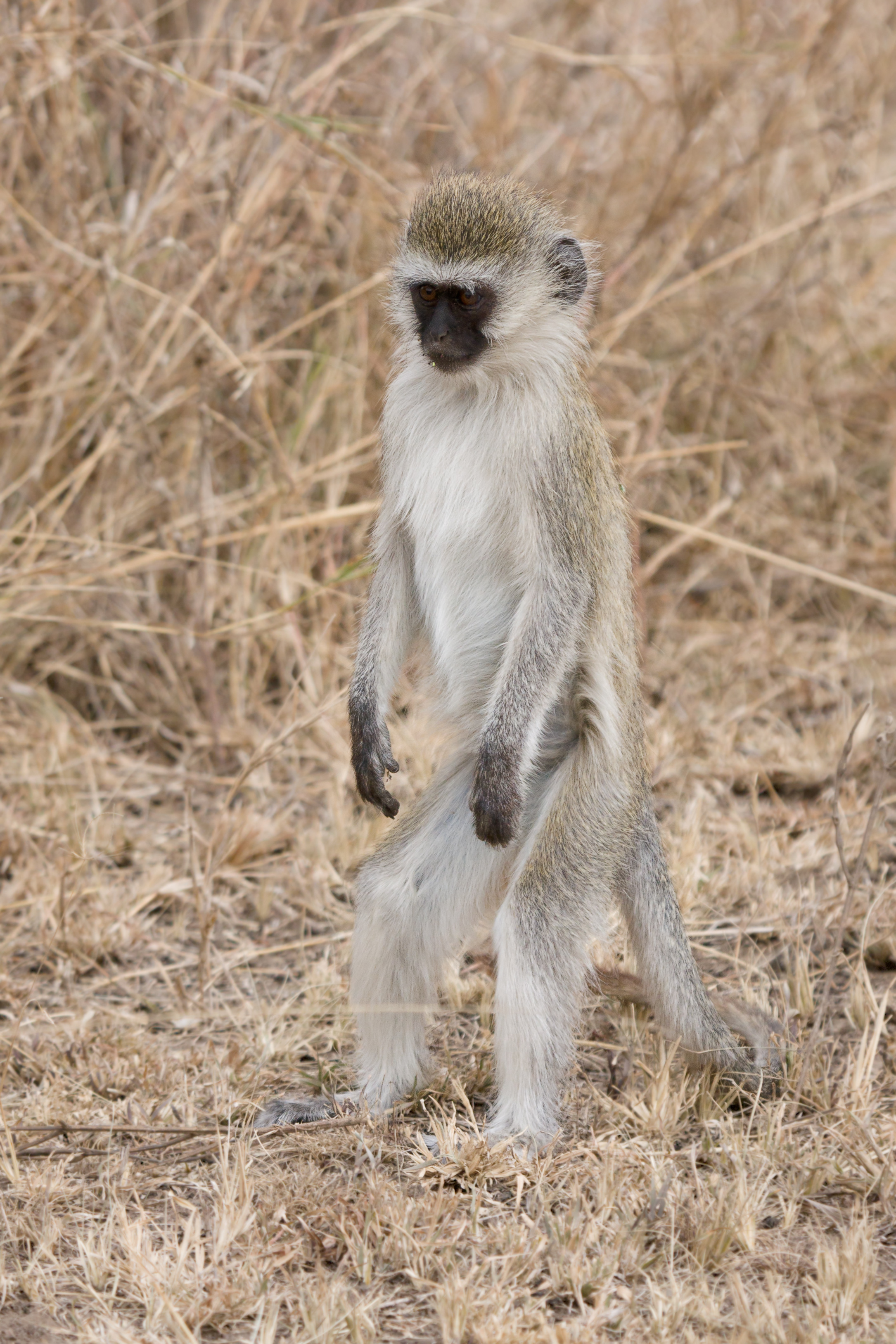
Südliche Grünmeerkatze

Kleinere Säugetiere sind zahlreiche Fledermausarten, Großohr-Riesengalago (Otolemur crassicaudatus), Südliche Grünmeerkatze (Chlorocebus pygerythrus), Südlicher Husarenaffe (Erythrocebus baumstarki) und Mantelaffe (Colobus guereza), Erdferkel (Orycteropus afer), Steppenschuppentier (Smutsia temminckii), Kaphase (Lepus capensis), Stachelschweine (Hystrix sp.), drei Arten von Schliefern und viele Nagetierarten, Löffelhund (Otocyon megalotis), Kapotter (Aonyx capensis) und Fleckenhalsotter (Lutra maculicollis), Honigdachs (Mellivora capensis), Zorilla (Ictonyx striatus), sieben Arten von Mangusten, Erdwolf (Proteles cristata), Kleinfleck-Ginsterkatze (Genetta genetta), Großfleck-Ginsterkatze (Genetta tigrina), Afrikanische Zibetkatze (Civettictis civetta), Serval (Leptailurus serval), Afrikanische Goldkatze (Profelis aurata), Falbkatze (Felis silvestris lybica) und Buschschwein (Potamochoerus larvatus).

### Vögel

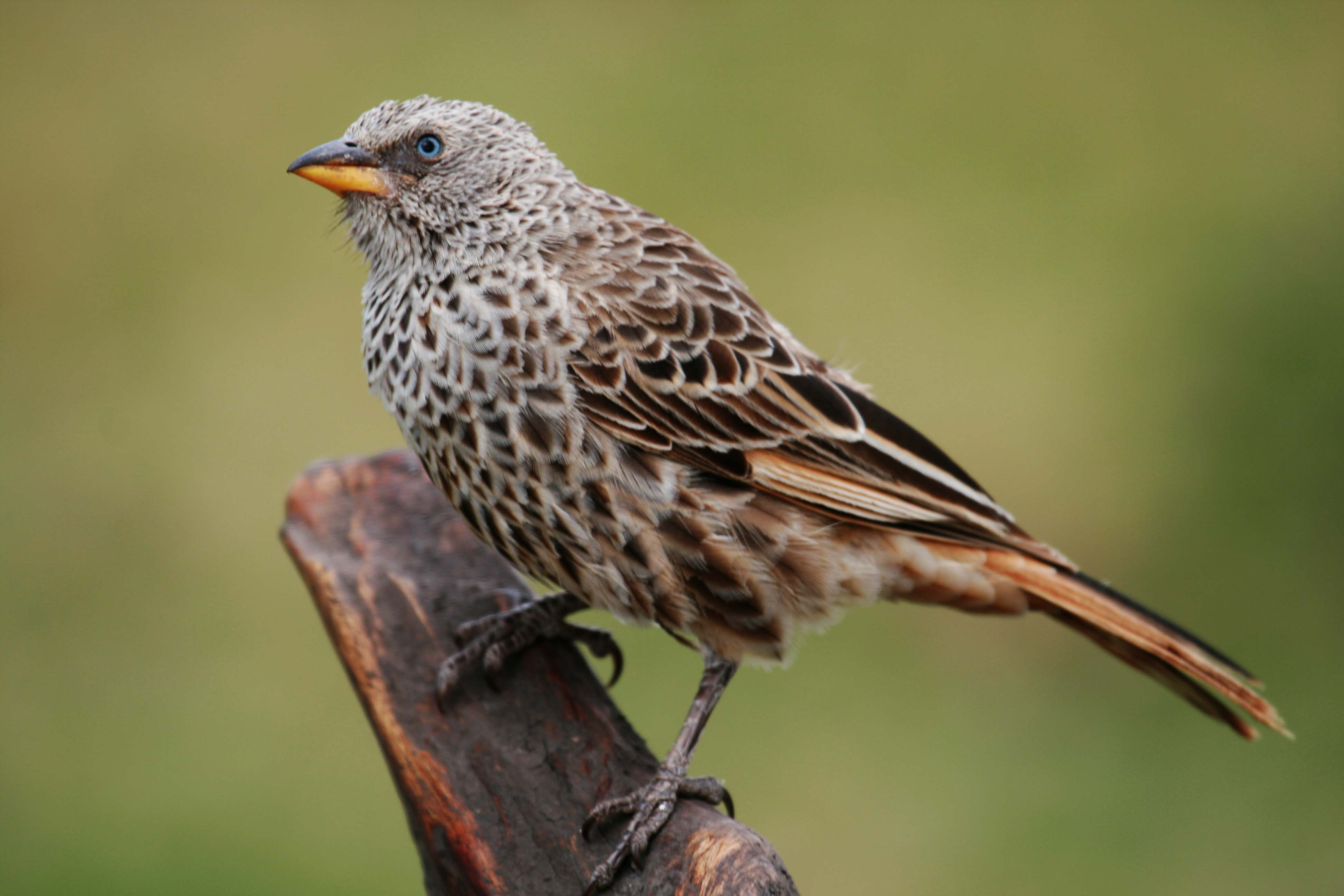
Endemischer Rotschwanzweber

Im Nationalpark leben zahlreiche Vogelarten. Die über 500 Vogelarten schließen 34 Raubvogelarten und 6 Geierarten sowie Ansammlungen von über 20.000 Wasservögeln ein. Folgende Arten kommen vor (VU=vulnerable=gefährdet): Afrikanischer Strauß (Struthio camelus), Dickschnabelreiher (Ardeola idae), Marabu (Leptoptilos crumeniferus), Zwergflamingo (Phoenicopterus minor), Schreiseeadler (Haliaeetus vocifer), Savannenadler (Aquila rapax), Rötelfalke (Falco naumanni) (VU), Steppenweihe (Circus macrourus), Sekretär (Sagittarius serpentarius), Graubrustfrankolin (Francolinus rufopictus), Helmperlhuhn (Numida meleagris), Südafrika-Kronenkranich (Balearica regulorum gibbericeps), Riesentrappe, Stelzenläufer (Himantopus himantopus), Säbelschnäbler (Recurvirostra avosetta), Doppelschnepfe (Gallinago media), Schwarzflügel-Brachschwalbe (Glareola nordmanni), Schwarzflügelkiebitz (Vanellus melanopterus), Wermutregenpfeifer (Charadrius asiaticus), Weißflügelseeschwalbe (Chlidonias leucopterus), Lachseeschwalbe (Sterna nilotica), Pfirsichköpfchen (Agapornis fischeri), Blassuhu (Bubo lacteus), Südlicher Hornrabe (Bucorvus leadbeateri), Gelbschnabel-Bartvogel (Trachyphonus purpuratus), Rostkehlmeise (Parus fringillinus), Grauschopf-Brillenwürger (Prionops poliolophus) (VU), Weißschwanzlerche, Karamojafeinsänger (VU) und mehrere mit endemischer Verbreitung so z. B. der Rotschwanzweber (Histurgops ruficauda).

### Reptilien

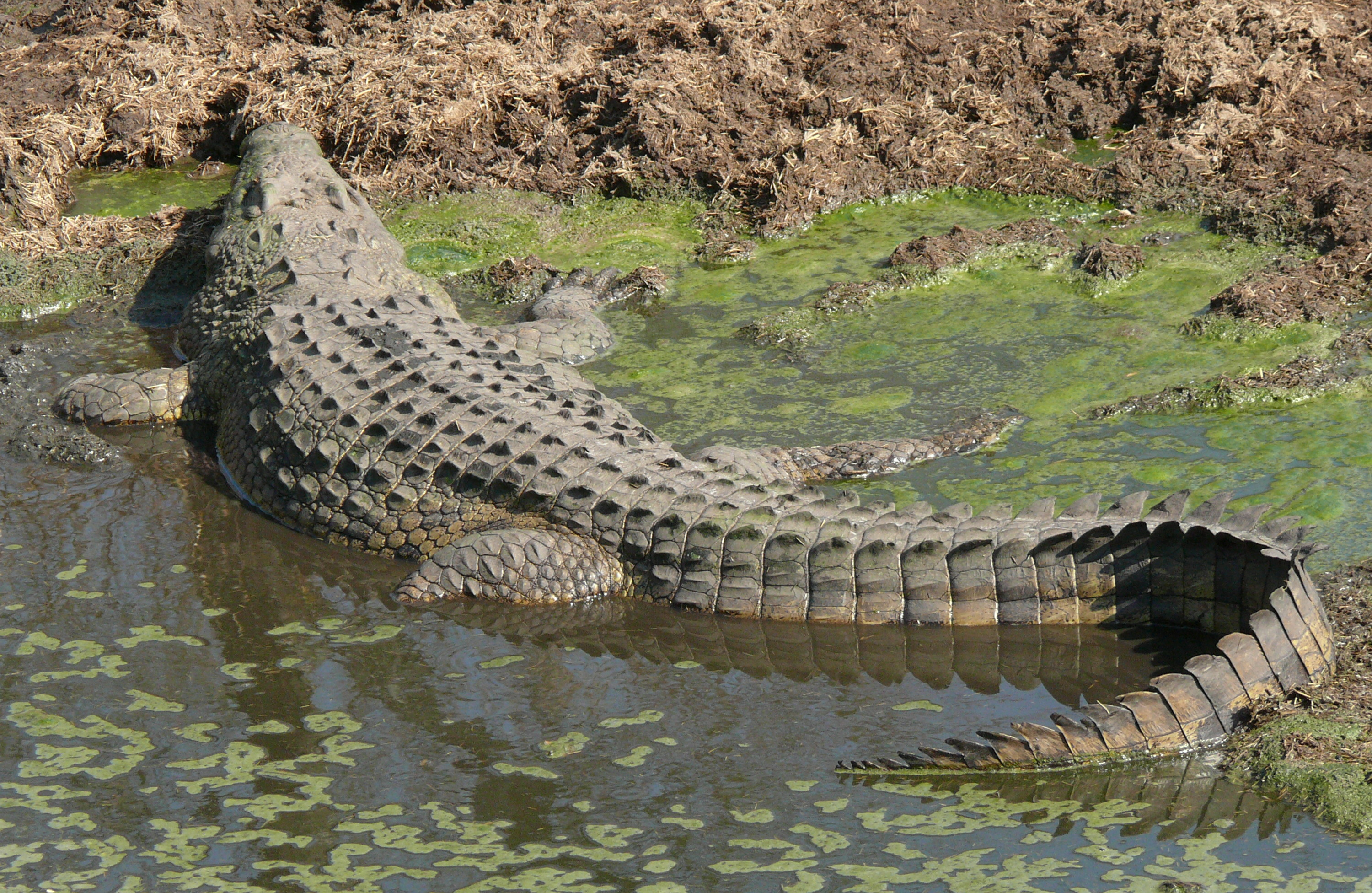
Nilkrokodil

Reptilien beinhalten unter anderem das Nilkrokodil (Crocodylus niloticus), den Nilwaran (Varanus niloticus), die Pantherschildkröte (Stigmochelys pardalis), den Nördlichen Felsenpython (Python sebae), die Afrikanische Speikobra (Naja nigricollis) und die Puffotter (Bitis arietans). Auf den Kopjes genannten großen Felskuppen lebt die revierbildende Echsenart Agama mwanzae.

## Konflikte
Den Lebensraum der Tiere zu schützen bedeutet gleichzeitig, die Rechte der einheimischen Bevölkerung zu beschneiden. Die ursprünglichen Bewohner des Parks wurden in den 1950er Jahren umgesiedelt und durften ihr Land nicht mehr betreten. Zum Ausgleich wurde versucht, die Lebenssituation der Bewohner an den Parkgrenzen zu verbessern, was jedoch noch mehr Menschen in die Region lockte und den Druck auf den Park erhöhte.
In neuerer Zeit setzen Naturschützer deshalb auf eine neue Strategie: Die Einheimischen sollen Teile des geschützten Landes („Wildlife Management Areas“) und damit auch die Verantwortung dafür selbst übernehmen. Sie können durch den Tourismus selbst davon profitieren und müssen die Teile dafür im Eigeninteresse auch schützen. Der Erfolg dieser Strategie steht offen.
Eine weitere Bedrohung des Parkes stellte eine geplante Highway-Trasse dar. Es wird befürchtet, dass die Straße die weltweit größte Wanderung von Landsäugern unterbrechen und so das gesamte ökologische Gleichgewicht nachhaltig zerstören könnte. Nach Drohung der UNESCO, dem Park den Weltnaturerbestatus abzuerkennen, lenkte die Regierung Tansanias ein und verzichtet nun  auf das Straßenbauprojekt quer durch den Park. Mehrere internationale Organisationen befürworten eine südliche Umgehung des Parks und signalisieren Unterstützung für dieses alternative Straßenkonzept. Umweltschützer sind skeptisch, ob die Straße wirklich verhindert worden ist.

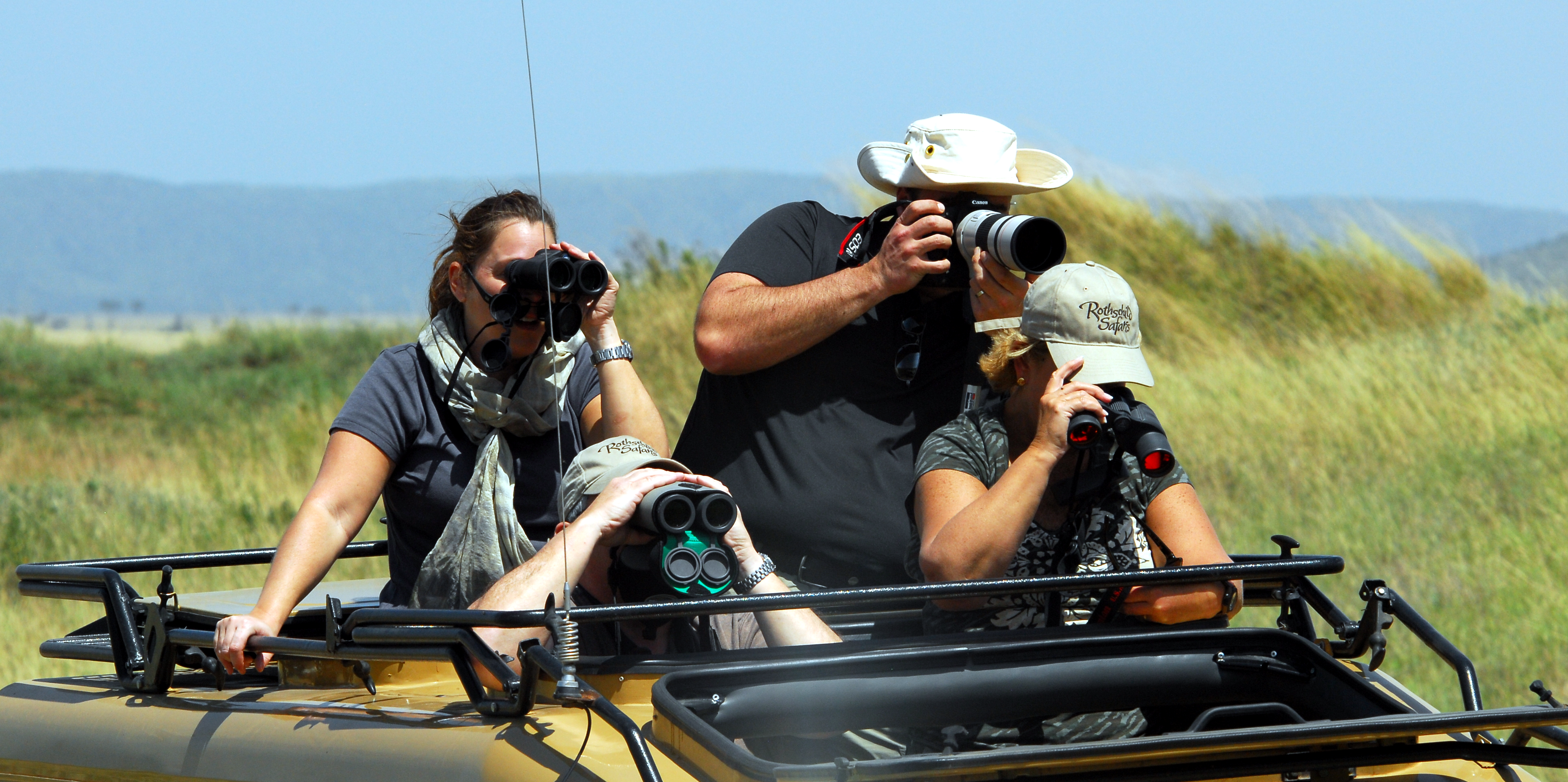
Touristen auf Fotosafari

| Die Serengeti bietet fast das ganze Jahr über gutes Wetter für Safaris. Die beste Zeit ist die Trockenzeit von Juni bis Oktober. Der Serengeti-Nationalpark ist einer der meistbesuchten Nationalparks in Tansania. Laut dem tansanischen Tourismusministerium stellen sich die Besucherzahlen wie folgt dar: \| Jahr \| Besucher \| \| ---- \| -------- \| \| 2018 \| 270.946 \| \| 2019 \| 278.257 \| \| 2020 \| 69.605 \| \| 2021 \| 100.850 \| \| 2022 \| 230.289 \| \| 2023 \| 300.727 \| | Hier fehlt eine Grafik, die leider im Moment aus technischen Gründen nicht angezeigt werden kann. Wir arbeiten daran! |
| Jahr | Besucher |
| 2018 | 270.946 |
| 2019 | 278.257 |
| 2020 | 69.605 |
| 2021 | 100.850 |
| 2022 | 230.289 |
| 2023 | 300.727 |

- Serengeti darf nicht sterben. Dokumentarfilm von Michael Grzimek und Bernhard Grzimek. Deutschland 1959, Asta/Okapia-Film, 85 Minuten.
- IMAX – Afrika – Die Serengeti. Dokumentarfilm von George Casey. USA 1994, VCL, 39 Minuten.
- Serengeti Symphony. Dokumentarfilm von Hugo van Lawick. Deutschland 1998, Nature Conservation Films BV, 82 Minuten.
- Serengeti. Dokumentarfilm von Reinhard Radke. Deutschland 2011, Universum, 102 Minuten.
- Terra X: Serengeti – Helden der Savanne. 2020, 43 Minuten.
- Terra X: Serengeti. Dreiteilige Dokumentationsreihe. 2022, 3 × 58 Minuten.
  - Folge 1: Terra X: Serengeti – Kinder der Savanne.
  - Folge 2: Terra X: Serengeti – Kreislauf des Lebens.
  - Folge 3: Terra X: Serengeti – Die große Wanderung.

## Ausstellungen
- 2012: Uwe Skrzypczak. Serengeti, ein Wunder der Evolution (Fotoausstellung zum Schutz des Serengeti-Mara-Ökosystems), im Museum Koenig